# Aksel Sandemose
Aksel Sandemose (ur. 19 marca 1899 w Nykøbing Mors na wyspie Mors, zm. 6 sierpnia 1965 w Kopenhadze) – norweski pisarz pochodzenia duńskiego, autor nowel i powieści psychologicznych. Jeden z najwybitniejszych prozaików norweskich XX wieku.

## Życiorys
Urodził się w Danii jako Axel Nielsen (nazwisko zmienił w 1921). Jego matka Amalie z domu Jacobsdatter pochodziła z Norwegii. Ojciec, Jørgen Nielsen, był duńskim kowalem. Aksel Sandemose pisał początkowo po duńsku, pod wpływem twórczości Johannesa Jensena i Josepha Conrada. Był samoukiem. Pracował w różnych zawodach, m.in. jako marynarz.
W 1923 wydano jego pierwszy zbiór nowel, Fortællinger fra Labrador. W kolejnym roku wydane zostały zbiory Storme ved jævndøgn oraz powieści Ungdomssynd i Mænd fra Atlanten. W 1927 ukazała się powieść Klabautermanden, rok później Ross Dane. W tym okresie twórczości Sandemose inspirował się głównie swoją pracą na morzu i jako drwal w Kanadzie. Pracował też jako nauczyciel i urzędnik.
W maju 1930 zamieszkał w Norwegii. Jego pierwsza powieść w języku bokmål (który z czasem biegle opanował), En sjømann går i land, ukazała się w 1931. Jej bohaterem jest marynarz Espen Aranakke. Postać ta pojawia się w kolejnych powieściach, En flyktning krysser sitt spor (1933), Det stod en benk i haven (1937), Brudulje (1938). Tematykę morską Sandemose podjął także w powieści Vi pynter oss med horn z 1936 oraz w zbiorach nowel Sandemose forteller (1937), September (1939) i Fortellinger fra andre tider (1940).
W 1941 Sandemose uciekł przed okupacją niemiecką do Szwecji, gdzie przebywał do końca wojny. W 1944 ukazała się powieść Przeszłość jest snem (szw. Det svundne är en dröm, wyd. norw. Det svundne er en drøm, 1946). Wydano następnie powieści psychologiczno-kryminalne Tjærehandleren (1945) i Alice Atkinson og hennes elskere (1949).
W 1950 osiadł w Kjørkelvik obok Risør. W latach 1951–1955 wydawał kwartalnik „Årstidene”, w którym publikował teksty autobiograficzne, własne komentarze literackie i eseje. W 1958 ukazała się powieść Wilkołak, a trzy lata później jej kontynuacja, Felicias bryllup. W 1959 uhonorowany został Nagrodą Doblouga dla pisarza norweskiego. Powieść autobiograficzna Murene rundt Jeriko wydana została w 1960. W 1963 Eyvind Johnson nominował Sandemose’a do Nagrody Nobla w dziedzinie literatury.
Motywami charakterystycznymi dla twórczości Aksela Sandemose’a są zazdrość, walka o władzę oraz zabójstwo, którego przyczyn autor upatrywał głównie w traumatycznym dzieciństwie. W powieści En flyktning krysser sitt spor opisał ironiczne prawo Jante, które zaczęło funkcjonować w Szwecji jako stereotyp etniczny Skandynawów.